# Aeroportul Zenata – Messali El Hadj
Aeroportul Zenata – Messali El Hadj (IATA: TLM, ICAO: DAON) este un aeroport din Provincia Tlemcen, Algeria ce deservește zona Tlemcen. Aeroportul a fost tranzitat în 2010 de 137.907 pasageri. A fost numit după Messali Hadj⁠(d).
Situat la o altitudine de 248 m, aeroportul dispune de 1 pistă.

## Infrastructură

### Piste
Aeroportul dispune de o singură pistă. Pista are orientarea 07/25. 